# Таможенная площадь (Одесса)
Таможенная площадь — элемент городской инфраструктуры Одессы. Расположена в историческом центре города на дне Карантинной балки в месте стыка спусков Ланжероновского, Польского, Деволановского и Карантинного, а также начале улицы Приморской.

## История
Упоминается в 1817 году, как Площадь у Карантинной пристани, в связи с покрытием её брусчаткой. В 1828 году — Карантинная площадь. В 1831 году площадь назвали Платоновская, в честь Платона Зубова. После открытия в 1835 году в Карантинной гавани таможенного пункта, площадь была названа Таможенной. С этим названием площадь просуществовала до 1860 года, когда здесь было возведено административное здание порта с портовыми воротами. С тех пор площадь была названа Портовой, но уже в 1888 году — Приморская.
В начале XX века площадь опять упоминается как Таможенная и с этим названием существует до середины века, когда меняет название на Деволановскую. Точная дата переименования неизвестна, но в 1959 году площадь упоминается именно как Деволановская площадь со ссылкой на 1958 год. 20 ноября 1958 года на площади был открыт памятник Григорию Вакуленчуку. Как сообщается в постановлении о переименовании площади, Деволановская площадь названа площадью в честь Вакуленчука согласно пожеланиям трудящихся, высказанным во время открытия монумента.
В 1995 году площади было возвращено название Таможенная.

## Достопримечательности

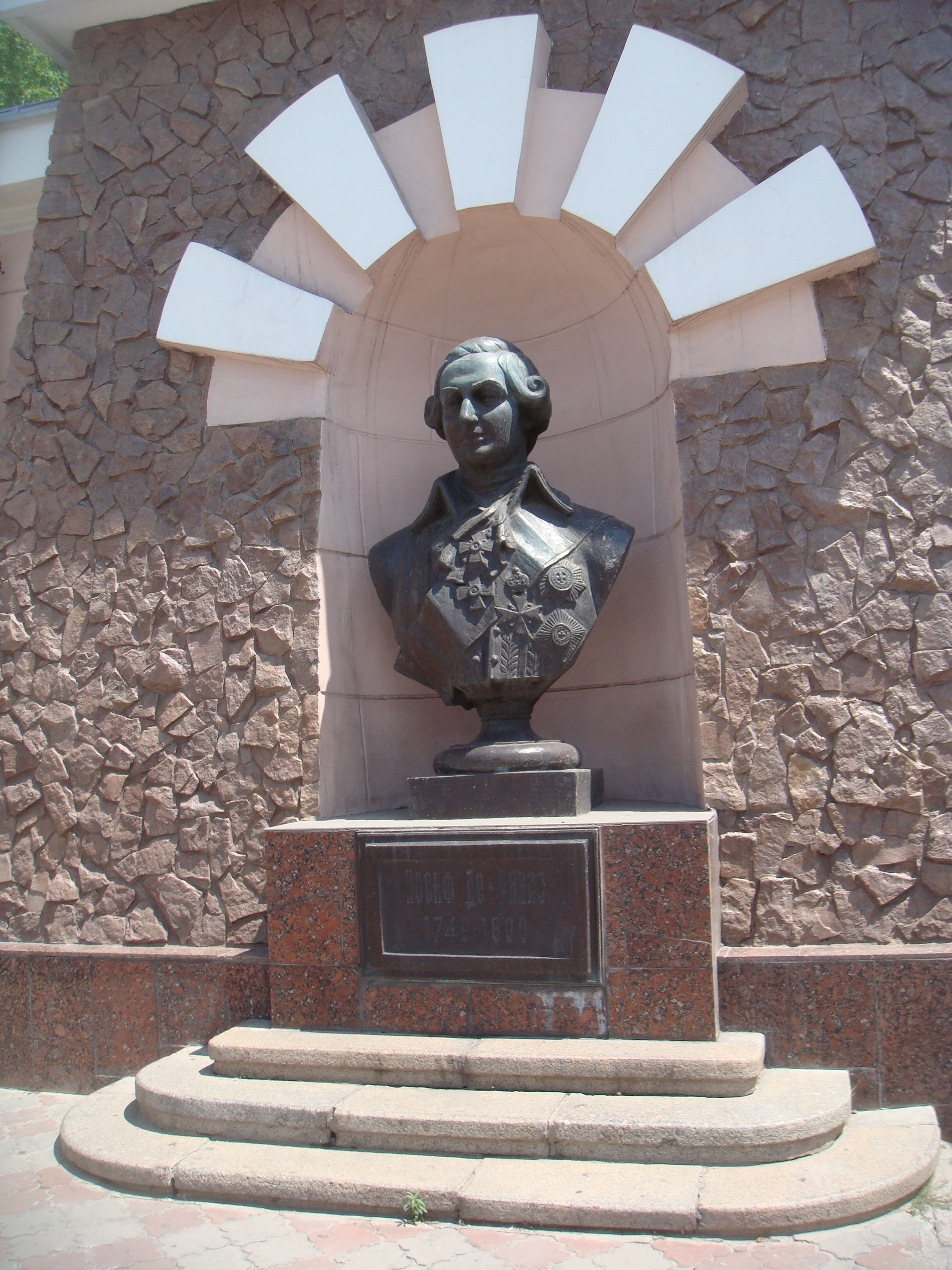
Памятник Дерибасу
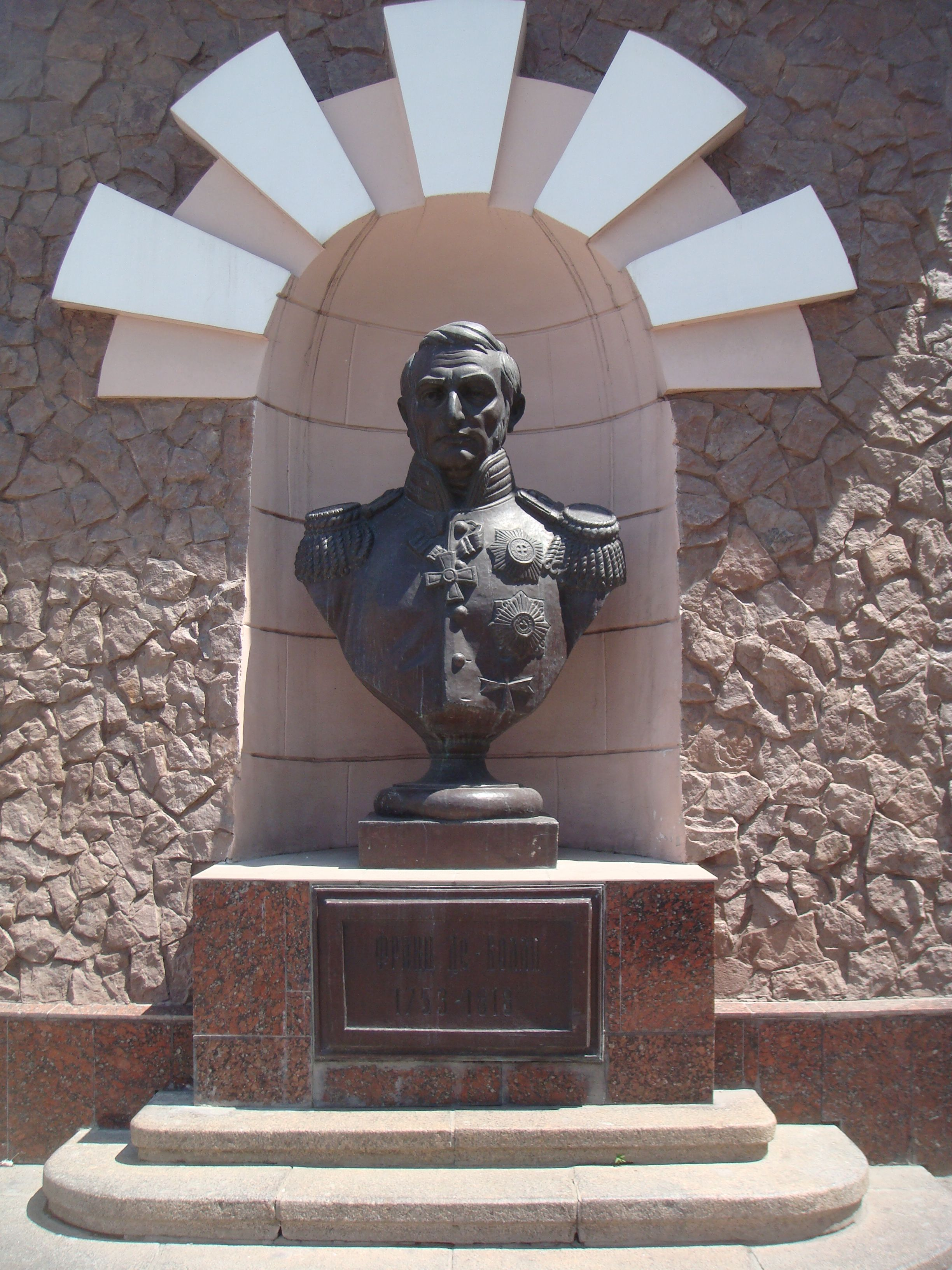
Памятник Деволану